# Amginsky (huyện)
Huyện Amginsky (tiếng Nga: ? райо́н) là một huyện hành chính tự quản (raion), của Nenetsia, Nga. Huyện có diện tích 28150 km². Trung tâm của huyện đóng ở Amga.